# Diospyros bonii
Diospyros bonii är en tvåhjärtbladig växtart som beskrevs av Paul Lecomte. Diospyros bonii ingår i släktet Diospyros och familjen Ebenaceae. Inga underarter finns listade i Catalogue of Life.